# Вилла Штейн
Вилла Штейн (фр. Villa Stein)— дом в Гарше в департаменте О-де-Сен, пригороде Парижа, спроектированный архитектором Ле Корбюзье для Штейнов — семейства американских коллекционеров в 1927—1928 годах.  

## История
Дом был построен в 1927—1928 годах по заказу семейства Штейнов, впрочем есть мнение что настоящим заказчиком виллы было не Штейны, а Анатоль де Монзи, тогдашний министр культуры Франции, который был большим поклонником Ле Корбюзье. Именно благодаря де Монзи Корбюзье смог возвести павильон «Эспри Нуво» на парижской Всемирной выставке 1925 года.
После постройки дом принадлежал паре приезжих коллекционеров из Сан-Франциско Майклу и Саре Штейн, а также их подруге Габриэль де Монзи. Является самым дорогим домом, который архитектор спроектировал в  межвоенный период. Все комнаты являются общими для обеих семей. Де Монзи занимали нижнюю, основную часть дома, а Штейны — верхнюю, с террасой.
В конце 1960-х годов вилла была разделена на пять квартир.
Здание было зарегистрировано в качестве исторического памятника в 1975 году, а затем классифицировано 30 марта 2017 года.

## Архитектурные особенности
Вилла представляет собой здание, сочетающее на своём фасаде инновационные для того времени элементы — бетон и стекло. Внутренние стены не являются несущими, а имеют только роль перегородки между комнатами. Вилла спроектирована таким образом, чтобы свет внутри был вездесущим. Пустота тоже имеет свое место в этом доме, она встречается повсюду. Для Ле Корбюзье лайнеры были образцами эстетики. Из-за этого можно найти много военно-морских элементов, например панорамная палуба, преодолевающая крышу, напоминает капитанский мостик корабля.
Интерьер дома был запланирован для размещения коллекции современного искусства его первых совладельцев, Штейнов. Поэтому здесь были расчищены ниши и стенные щели, где висели картины.
Вилла Штейн является культовым достижением пуристского периода Ле Корбюзье, отмеченным виллами с белыми фасадами и чёткими геометрическими линиями. В 1919 году архитектор так определил пуризм в авангардном журнале L'Esprit Nouveau («Новый дух»):
Произведения делаются читаемыми, простыми, лишенными формы, организованными в упорядоченные конструкции, порождающие гармонию.Оригинальный текст (фр.)Les œuvres sont rendues lisibles par des formes simples et dépouillées, organisées en constructions ordonnées, génératrices d’harmonie.
Эта вилла представляет собой переосмысление павильона нового духа, типовое жилье, разработанное для многоквартирного дома на выставке декоративно-прикладного искусства 1925 года. Из-за белых фасадов его вписывают в серию белых вилл Ле Корбюзье, из которых вилла Савойя в Пуасси является самым известным их представителем. На вилле Штейн, Ле Корбюзье использует пять точек современной на тот момент архитектуры:
- 1. Сваи, поддерживающие здание
- 2. Терраса на крыше
- 3. Свободная планировка
- 4. Окна по всей длине дома чтобы обеспечить максимальное количество света в каждой комнате.
- 5. Фасад, свободный от несущей конструкции

Чтобы создать эту виллу, Ле Корбюзье вдохновлялся классической моделью виллы Фоскари, построенной в XVI веке итальянским архитектором Андреа Палладио.

## Вилла в кино
Французский фильм «Оскар» (1967 год) был частично снят в вилле.